# Erythrina lysistemon
Erythrina lysistemon là một loài thực vật có hoa trong họ Đậu. Loài này được John Hutchinson miêu tả khoa học đầu tiên.

## Hình ảnh

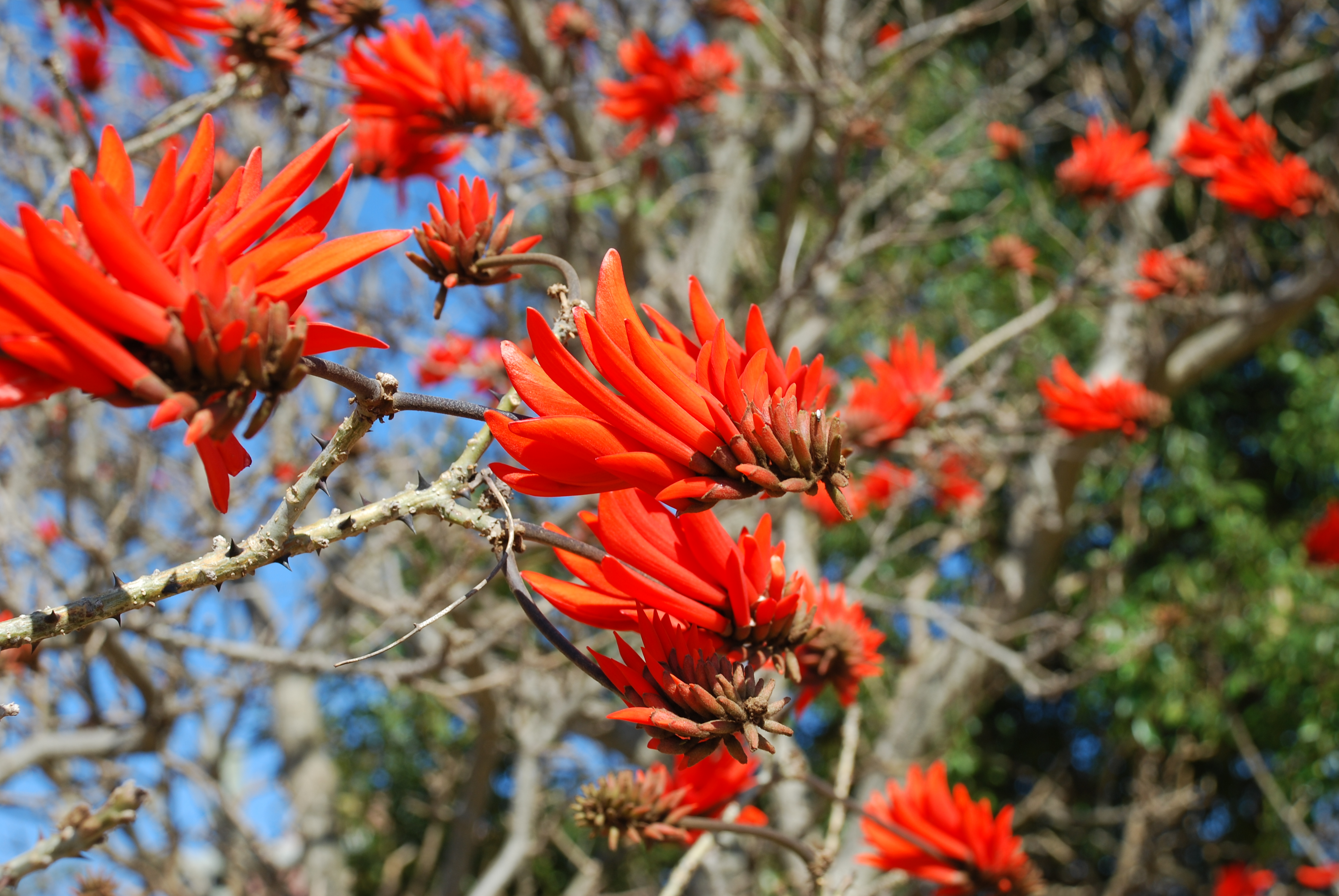
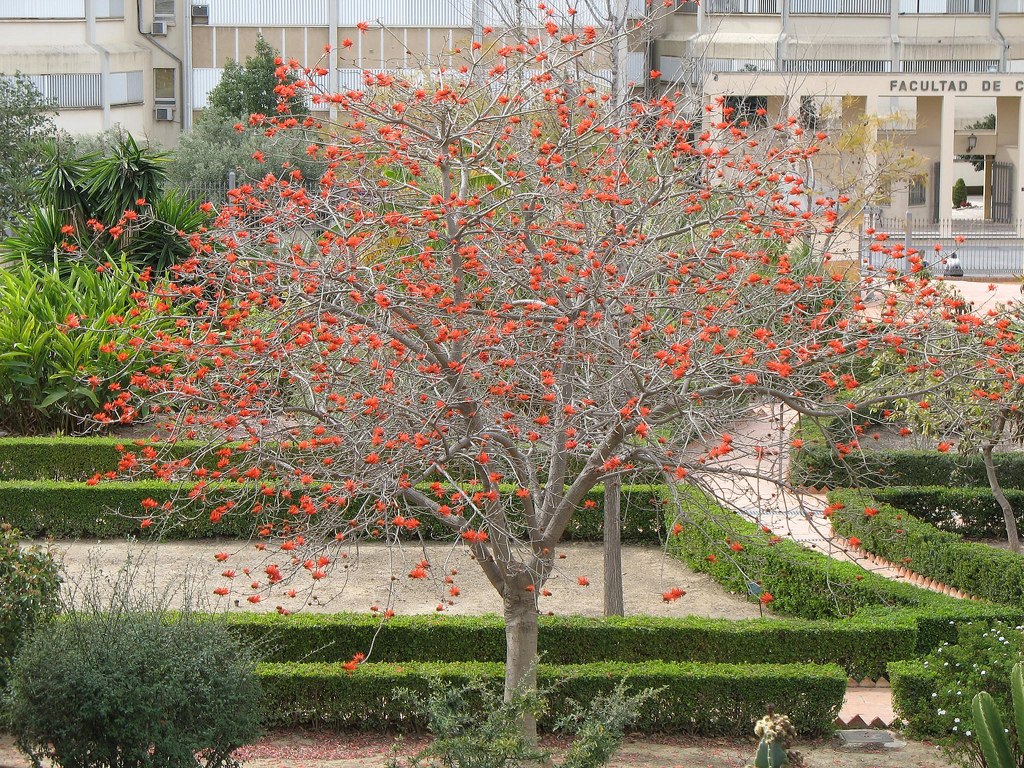
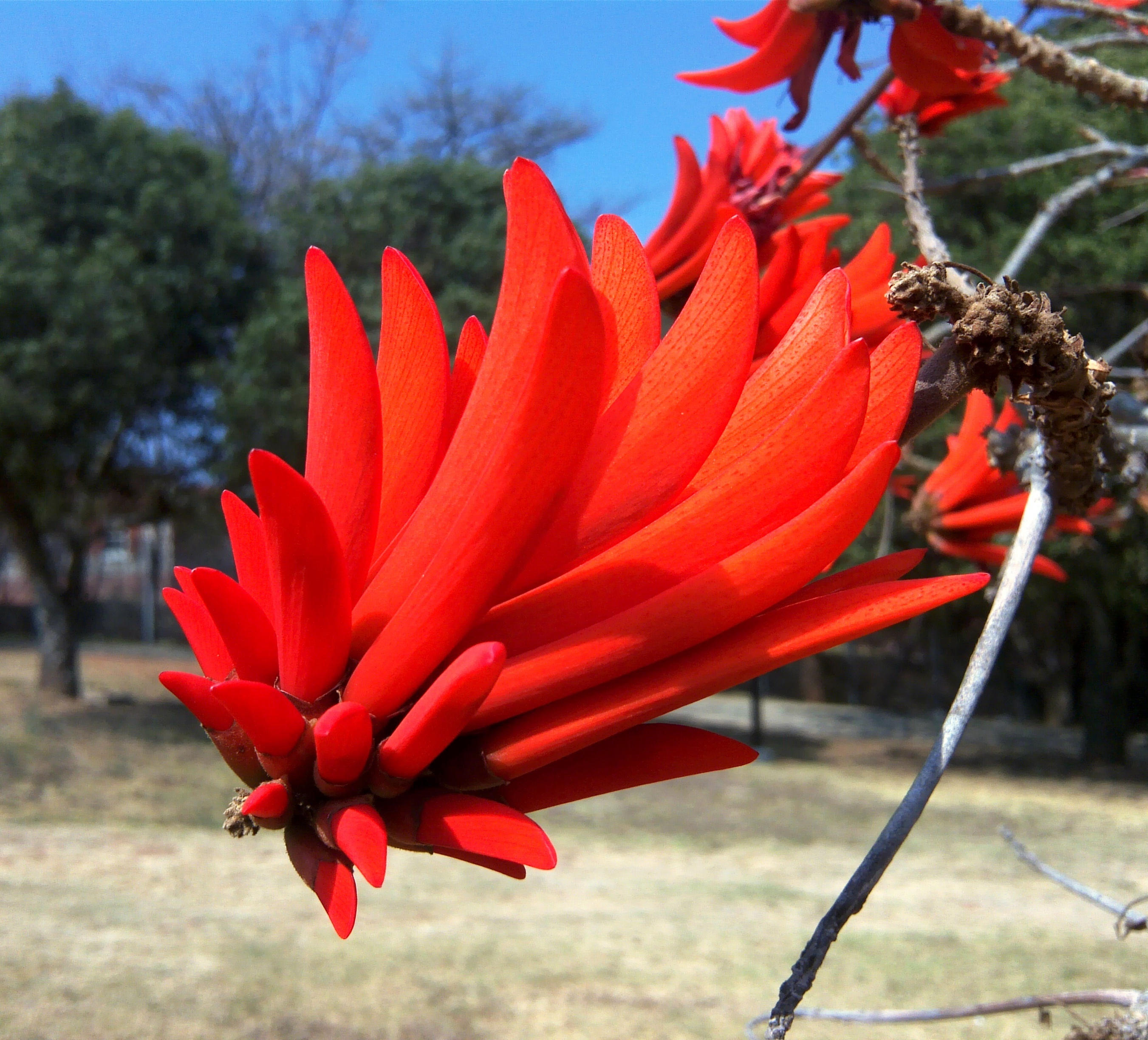
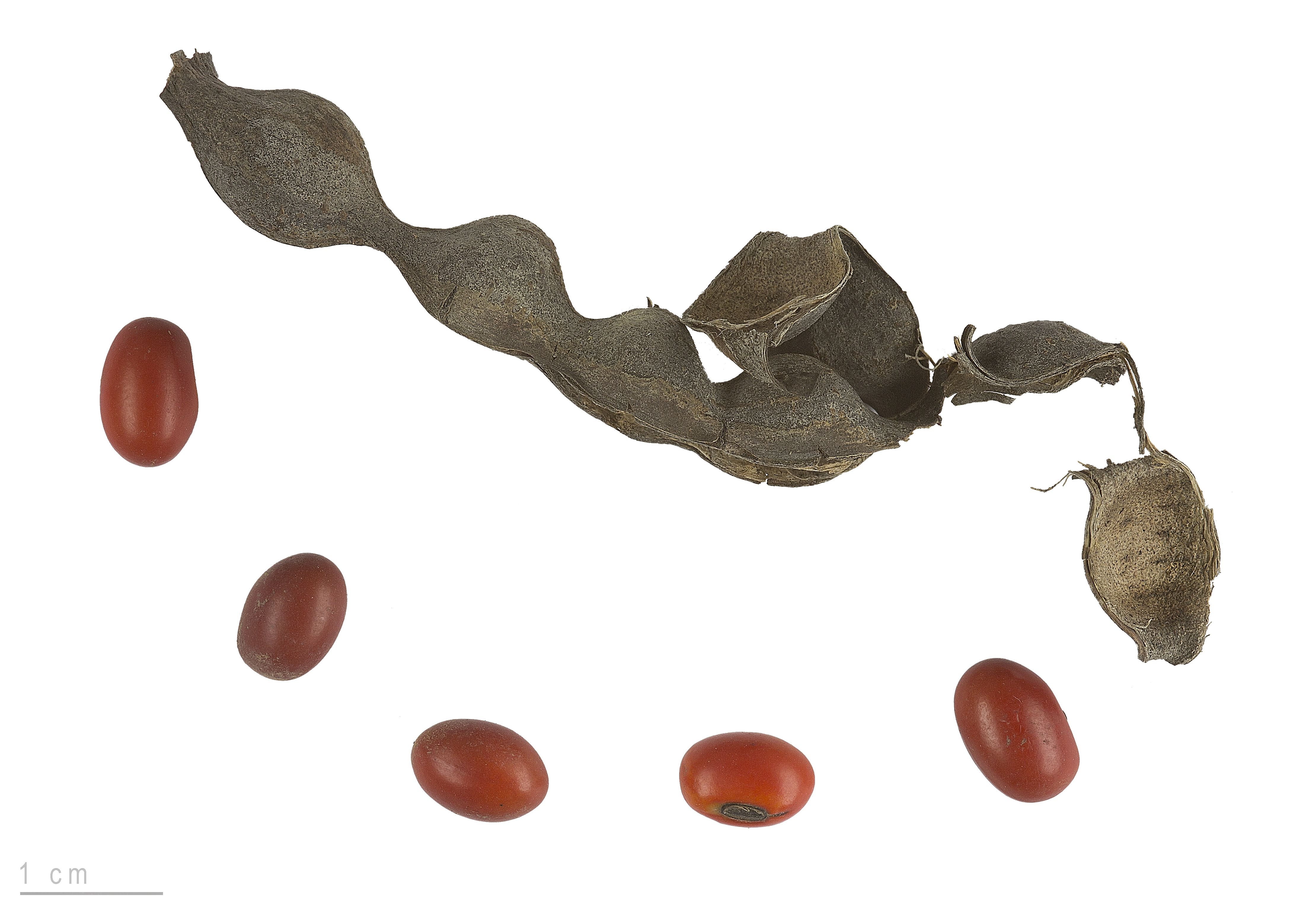
Erythrina lysistemon - Museum specimen